# Pierre-Aurèle Asselin

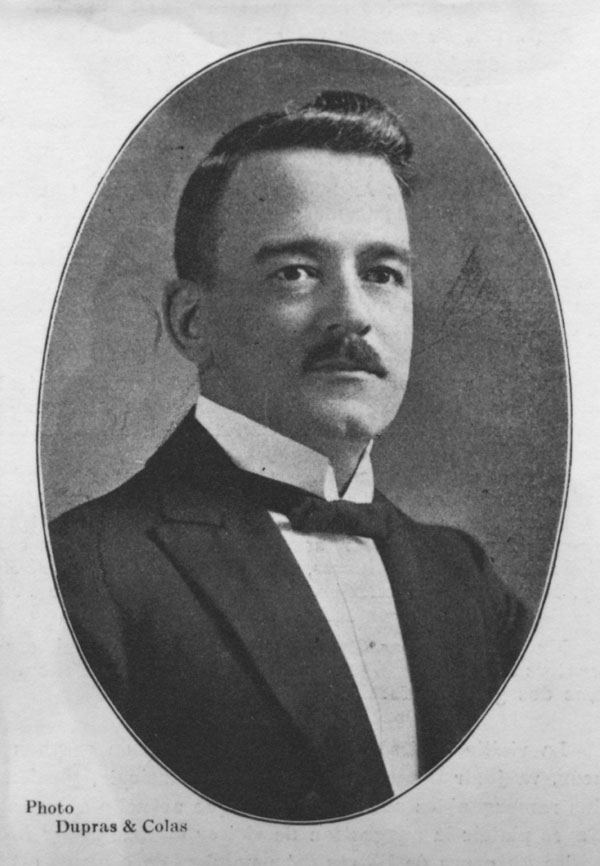
Pierre-Aurèle Asselin (1917)

Pierre-Aurèle Asselin (* 2. Dezember 1881 in Sainte-Famille, L’Île-d’Orléans; † 27. Dezember 1964 in Montreal) war ein französisch-kanadischer Opernsänger (Tenor).

## Leben
Asselin zog um die Jahrhundertwende nach Québec und übte dort sein Leben lang das Kürschnerhandwerk aus. Er sang in Kirchenchören und trat erst 1916 erstmals als Gesangssolist im Ladies' Morning Musical Club in Québec auf. Noch im gleichen Jahr erhielt er einen Vertrag des New Yorker Labels Columbia Records, für das er Arien aus französischen Opern und Nummern aus Operetten aufnahm.
In der Kathedrale von Montreal sang Asselin 1917 die Tenorpartie im Oratorium Les Sept Paroles du Christ von Théodore Dubois. Von 1918 bis 1920 entstanden bei Edison Records  im Rahmen der Reihe Royal Purple Grand Opera mehrere Aufnahmen auf Phonographenwalzen mit Asselin. Neben Opernarien (u. a. von Jules Massenet und Charles Gounod) sang er hier auch Werke wie Minuit, chrétiens/Cantique de Noël von Adolphe Adam.
1918 trat er am Cartier Theatre und am Orpheum Theatre in Opernaufführungen mit der Sängerin Blanche Gonthier auf. 1921 nahm er in New York für Columbia acht Opernarien von Benjamin Godard, Gaetano Donizetti und Massenet sowie im Duett mit Blanche Gonthier eine Version von Gabriel Faurés Sur le lac d'argent auf. Seine letzten Aufnahmen entstanden 1929 beim Label Brunswick Records. Hier sang er die Arie La rêve de Des Grieux aus Massenets Oper Manon sowie drei Lieder von Édouard Lalo, Ange Flégier und Carl Bohm.
In den 1930er Jahren beendete Asselin seine musikalische Laufbahn. Seine Schwester Marie-Anne Asselin wurde gleichfalls als Sängerin bekannt, sein Großneffe André Asselin als Pianist. 